# Arild Kristo
Arild Kristo, född 17 maj 1939 i Etterstad, Oslo, död 7 juli 2010 i Oslo, var en norsk fotograf, grafisk designer, skådespelare och filmregissör. Han ansågs vara en av de mest kreativa fotografer och filmare i Norge, men också en av de mest refuserade. Arild Kristo uppbar  internationell kultstatus.

## Biografi
Arild Kristo var son till den berömde kabarésångaren och författaren Einar Kristoffersen. Skoltiden var misslyckad, Kristo såg sig själv som obildbar, men när han fick en kamera och senare en filmkamera så hände något. Som 18-åring gick han till sjöss, tillbringade några månader i New York och blev av fotografen Finn Bergan erbjuden jobb som matros i filmen Windjammer (1958).
Kristo utbildade sig till fotograf på Art Center i Los Angeles, fick kontakt med tidskriften Life och tog ett av sina mest omtalade och högst betingade fotografier, The portrait painter on Montmartre (1961). Tillbaka i Oslo bildade han bildbyrån Manité tillsammans med fotograferna Robert A Robinson och Dan Young. I Berlin vid Checkpoint Charlie hittade han pojken Manfred Stein som kom att spela huvudrollen i Kristos första experiment i fotojournalistik om Berlinmuren. Bildserien köptes av den amerikanska tidskriften Look och kom att publiceras i ytterligare 17 länder.
1966 skapade han kortfilmen Undergrunnen, en modernistisk betraktelse av Oslo tunnelbana och alla de människor som vistas där. Filmen fick stort genomslag inom konstfilmen och bjöds in till filmfestivaler världen över. Ytterligare en kortfilm Kristoball (1967) regisserades innan Arild Kristo gjorde långfilmsdebut. Eddie og Suzanne en road-movie med kärlekstema tog sex år att färdigställa men landade som en kritiker och publik-succé 1975. Sexton år senare gjorde Kristo en animerad kortfilm kallad Mirakelet som beskrev svårigheten att finansiera sitt filmande.
Som skådespelare medverkade han i sex filmer, studerade method acting vid Statens Filmsenter, Oslo, och för professor Marketa Kimbrell vid New York University.
2010 producerade Marthe Stokvik dokumentären Arild Kristos verden för filmbolaget Laterna Magica .

## Filmografi
- Undergrunnen (1966 / 12 min.)
- Kristoball (1967 / 11 min.)
- Eddie og Suzanne (1975 / 89 min.)
- Mirakelet (1991 / 13 min.)